# Jaume Bru
Santiago Bru i Vidal, plus connu sous son nom de plume Jaume Bru i Vidal, né à Sagonte (province de Valence, Espagne) le 29 juillet 1921 et mort le 11 novembre 2000, est un historien, archéologue et poète, auteur d’une œuvre marquée par son attachement au Pays valencien et en particulier à sa ville natale.

## Biographie
Il est fils de Santiago Bru Lluch, originaire de Sagonte, et de Josefina Vidal Pellicer, de Gandia.
Il fait ses études secondaires à Valence, à l'Institut Blasco Ibáñez puis à l'Institut Lluís Vives.
Il suit la formation d'instituteur à Castellón de la Plana puis suit des études en philosophie et lettres (désignation des études littéraires et humanistes), avec une spécialité en histoire, à l'université de Valence en 1942-1943, et se lie d'amitié avec Joan Fuster au cours de cette même année,,. Il obtient une licence puis un doctorat dans la même université,.
Par la suite, il fait partie, avec d'autres comme Fuster et Rafael Villar Berenguer, des membres de la nouvelle génération participant aux tertulias du groupe Torre, référence du valencianisme littéraire d'après-guerre civile,. Auteur prolifique, il reçoit différentes récompenses pour ses poésies lors de diverses éditions de Jeux floraux, est un membre actif de différentes institutions culturelles et est un acteur fondamental du valencianisme et de la récupération culturelle de la ville de Sagonte et ses alentours,. Parallèlement à son activité de recherche, il est l'auteur d'une œuvre poétique abondante, publiée sous le nom de Jaume Bru i Vidal,. Parmi ses recueils de poésie on peut citer Ala encesa (1950), Retrobament (1960 ;  Prix Valence de littérature dans la catégorie poétique en 1959) ou Kanèfora (1998), furent réunis dans Obra poètica completa I. Testimoni i ofrena,. Ses compositions son récompensées lors de diverses éditions de Jeux floraux publiées sous le pseudonyme de « Jaume Bru i Vidal »,.
Il travaille en tant qu'enseignant et exerce divers métiers dans l'administration publique, dans le domaine du patrimoine culturel et historique de la ville de Valence,. Il est chroniqueur de sa ville natale à partir 1952, puis de de Valence à partir de 1973, secrétaire général de la section des chroniqueurs officiels du royaume de Valence, etc., À partir de 1966, il est membre correspondant de l'Académie royale d'histoire de Madrid,. Il publie de nombreux ouvrages scientifiques sur des thèmes liés à l’archéologie, à l’histoire municipale de Valence, à la toponymie et à l’histoire médiévale,. Il écrit l'essentiel de ses travaux en catalan valencien.
Il fonde la revue Braçal du Centre d'études du Camp de Morvedre en 1989. En 2000 il reçoit le Prix des lettres valenciennes délivré par la Généralité valencienne.
En 2000 il reçoit le titre honorifique de fill predilecte (« fils adoptif ») de sa ville natale.
Un concours de poésie de sa ville natale porte son nom.

## Œuvres

### Poésie
- 1958 Ala encesa. Valence, Editorial Torre[8]
- 1958 Tres cançons de primavera Valence, Domènech
- 1960 Retrobament, Valence, Prix Valence de littérature-poésie, 1959
- 1969 Cant al meu poble. Sagonte
- 1980 Antologia de poètes saguntins, Sueca
- 1981 Ofrena lírica, Sagonte, Caixa d'Estalvis de Sagunt
- 1985 Poeta en darrer cant, Sagonte Fundación Municipal de Cultura
- 1986 Crit esperançat Sagonte
- 1988 Testimoni i ofrena, Sagonte, Caixa d'Estalvis de Sagunt
- 1991 Els (retrobats) poèmes del 71, Sagonte, autoédition
- 1992 3a setmana de les Lletres Valencianes, 1992 : poemes de Maria Beneyto i Jaume Bru i Vidal, Silla, Ajuntament de Silla
- 1998 Kanèfora, Alicante, Aguaclara
- 1999 Antologia poètica, Valence, Generalitat Valenciana
- 1999 Recer de tardor, Valence, autoédition
- 2000 Clams d'ardida confessió, Alzira, 7 i mig
- 2000 Glorieta i altres poèmes per a infants, Carcaixent, Ed. 96
- 1989 Poema sinfónico (en castillan), Sagonte

### Théâtre
- 1977 Pigmalió (avec Dagoll Dagom), Compañia Dagoll Dagom, Barcelone, Teatre Poliorama

### Essai
- 1963 Les terres valencianes durant l'època romana
- 1969 La València pre-romàntica d'Alexandre Laborde
- 1983 La casa de la ciutat. L'Ajuntament de València
- 1984 Toponomàstica major. Saguntum
- 1986 L'Arxiu i Museu Històric de la ciutat de València
- 1991 Las Rocas del Corpus y su refugio temporal de las atarazanas
- 1995 El Camp de Morvedre en temps del cens de Floridablanca
- 1995 La Lonja de Valencia y su entorno Mercantil